# João de Deus Pinheiro Farinha
João de Deus Pinheiro Farinha GCC (Redondo, Redondo, 8 de março de 1919 — 26 de setembro de 1994) foi um magistrado e político português.

## Biografia
Na primeira situação exerceu, depois de 1974, os cargos de Procurador-Geral da República e de Juiz Conselheiro e Presidente do Tribunal de Contas; na segunda, foi Ministro da Justiça do VI Governo Provisório (1975-1976), tornando-se Conselheiro de Estado. Depois de jubilado, foi professor convidado da Universidade Autónoma de Lisboa "Luís de Camões".
A 29 de Janeiro de 1992 foi agraciado com a Grã-Cruz da Ordem Militar de Nosso Senhor Jesus Cristo.